# Paralichas griseolineatus
Paralichas griseolineatus is een keversoort uit de familie Ptilodactylidae. De wetenschappelijke naam van de soort is voor het eerst geldig gepubliceerd in 1939 door Pic.